# Matrillinatge
Matrillinatge és un sistema de llinatge en el qual l'adscripció de l'individu es realitza per via materna, per la qual cosa els ancestres familiars principals són parents de la mare. En moltes societats amb matrilinealitat el nom familiar, les propietats familiars i les herències provenen de la família de la mare, ties i àvia. Els fills dels homes queden adscrits a la família de la mare dels fills no a la del pare.
La successió fraternal (manera successòria en el qual un germà succeeix a un altre) sol ser matrilineal (és a dir, succeeix un germà matern), així com la successió a través del fill home d'una germana (règim successori emprat, per exemple, pels antics aixanti), si bé la successió fraternal també pot ser patrilineal (successió a través d'un germà patern). Una altra forma successòria òbviament matrilineal és aquella en la qual una filla succeeix a la seva mare.
El patriarcat també pot ser matrilineal, com ho ha estat en algunes societats prehistòriques europees, per exemple.

## Societat matrilineal
Una societat matrilineal és la que posseeix un sistema de descendència que es defineix per la línia materna. En aquestes, l'individu pertany al grup per la seva vinculació amb les dones d'aquest, és a dir, la família matrilineal inclou a la mare, l'àvia materna, la mare d'aquesta, etc. i als seus descendents per línia femenina. Característiques freqüents d'aquestes societats són:
- En aquesta organització, generalment l'autoritat és exercida per l'oncle matern o avúncul, el qual és el centre del grup, el seu home principal. El marit no pertany al grup.
- En la societat matrilineal, formen part del grup els germans i germanes de la mare d'una persona. Els fills de la dona són membres del grup de la dona (no del grup del pare).

Exemples ben coneguts de societats matrilineals són els iroquesos del nord d'Amèrica del Nord i els txibtxa precolombins del centre de Colòmbia i un nombre importants de societats europees de l'antiguitat clàssica i preclàssica.

## Matrillinatge i matrilocalitat
El matriarcat és una accepció diferent de la de matrilocalitat, usat per alguns antropòlegs per descriure societats on l'autoritat maternal es basa en relacions domèstiques, havent-li de l'espòs unir-se a la família de l'esposa, en lloc que l'esposa es mudi a la vila o tribu de l'espòs, així, ella és mantinguda per la seva família estesa, i l'espòs tendeix a estar socialment aïllat. Altres passos coadjuvants són la matrifocalitat i la poliàndria, generalment fraternal.
Així, el concepte teòric de matriarcat és una combinació d'aquests factors; est inclou matrilinealitat i matrilocalitat. Però el que és més important és el fet que la dona està a càrrec de la distribució dels béns per al clan i, especialment, les fonts de nutrició, camp i menjar. Aquesta característica fa que cada membre del clan depengui més enllà de la matrilinealitat i matrilocalitat, i li atorga a la dona una forta posició en les societats que avui són considerades matriarcals.

## Evidència empírica
L'evidència històrica mostra que en tots els temps han existit societats amb organització matrilineal al costat de formes basades en la patrilinealitat. Una anàlisi continguda en l'Ethnographic Atles (1967) de George Peter Murdock sobre 752 societats històricament documentades va donar les següents dades:
| Tipus de filiació | Matrilocal | Avunculocal | Patrilocal   | Altres     |              |
| ----------------- | ---------- | ----------- | ------------ | ---------- | ------------ |
| Patrilineal       | 1 (0,13%)  | 0           | 563 (74,87%) | 25 (3,32%) | 588 (78,32%) |
| Matrilineal       | 53 (7,05%) | 62 (8,24%)  | 30 (3,99%)   | 19 (2,52%) | 164 (21,68%) |
S'observa que una mica més d'una cinquena part de les societats tenen un règim de filiació matrilineal, en el qual els individus reben el nom familiar, l'herència i el prestigi de la seva branca materna, sent els béns, l'estatus social, etc. heretats generalment pels fills de la germana materna o pels germans materns del mort. En general en les societats matrilineals les dones tenen un estatus social més alt que en societats patrilineals. Encara que difícilment pot dir-se que la majoria de societats matrilineals siguin genuïns matriarcats, ja que en la majoria de societats matrilineals moltes de les més altes responsabilitats polítiques i legislatives també estan en mans dels homes.

## Causes
S'observen correlacions més o menys clares entre els avantatges de l'organització matrilineal i certes l'organització socioeconòmica d'una societat. Així alguns factors que semblen haver afavorit o influït la preferència de la matrilinealitat en algunes societats són:
- Necessitat d'absències perllongades dels membres masculins en guerres, caceres o empreses comercials. En aquest cas les dones queden al càrrec de la producció d'aliments i altres tasques bàsiques amb la qual cosa un grup de dones emparentades administra la casa familiar. En la mateixa situació en una societat patrilineal la llar del clan quedaria a càrrec d'un grup de dones no emparentades genèticament: sogres, cunyades, etc.
- Presencia de pobles veïns també matrilineals. Òbviament si una petita població se segueix el model matrilocal, i els seus veïns són llogarets o grups patrilocals, en absència dels homes del primer llogaret és previsible que els llogarets veïns aprofitin per atacar. De fet, en la majoria de societats matrilocals les expedicions d'homes estan formades per homes de diversos llogarets i sense parentiu entre si (ja que en elles el nom familiar s'hereta de la mare). Un bon exemple de societat matrilocal van ser els iroquesos d'Amèrica del Nord, o certs pobles "molt bel·ligerants" de l'Amazones que van estendre els seus dominis sobre tribus llunyanes.

## Exemples

### Societat iroquesa
Els indígenes iroquesos del nord d'Amèrica del Nord són un dels exemples més coneguts de societat matrilineal. En els iroquesos la mare era la cap de la família i la descendència es traçava a través d'ella, això de demostra que quan les filles aconseguien la pubertat i es casaven, portaven als seus esposos a viure a casa de les seves mares, en canvi, els fills s'anaven a les cases de les seves esposes.
Per l'anterior, moltes generacions d'una família vivien juntes i arribaven a ser una "gran família". Un conjunt d'aquestes grans famílies, donava origen a un clan, i al seu torn l'agrupació de 10 o 12 clans formava una vila.
Una dona de cada clan, escollia una matrona per representar-la en els assumptes de la "vila". Les matrones s'encarregaven d'organitzar les labors agrícoles i de la llar. Els homes es dedicaven a caçar i pescar, però era la dona qui controlava el menjar, una vegada que aquesta estava dins de la seva gran casa.
Finalment, si una dona volia el divorci, aquesta deixava les pertinences del seu espòs en la porta de la seva casa. En cas de separació era ella qui mantenia als seus fills i disposava els seus matrimonis.

### Societats protohistòriques d'Europa
Algunes societats de la protohistòria europea presenten clars trets d'organització matrilineal:
- Els pobles germànics presentaven avunculocalitat, tal com explica Tàcit, «els fills d'una germana tenen la mateixa pel que fa al seu oncle que al seu pare, alguns fins i tot consideraven al germà de la mare com el vincle més fort».
- A l'antiga Grècia, els antics cretencs minoics reverenciaven preferentment deïtats femenines, atorgaven a la dona una paper destacat en la vida pública i practicaven la matrilocalitat. En la Grècia clàssica els espartans tenien matrimoni matrilocal, ja que els marits anaven a viure amb les seves esposes a casa de la mare d'aquesta, tal com ho explica Plutarc. Est és un exemple de com una societat bel·licosa que requereix l'absència perllongada dels homes per la guerra té organització matrilineal. També Homer esmenta que entre els micènics (eolio-jònics) «els fills homes es marxaven a llogarets estrangers per servir i casar-se amb les dones que posseïen allí la terra» (ja que algunes societats matrilineals dicten la successió femenina).
- Lídia. Heròdot esmenta que els lidis «tenen el singular costum que els diferencia de totes les altres nacions del món: que porten el nom de les seves mares, no el dels seus pares», la qual cosa és una clara mostra de nom familiar heretat per via materna.
- Etruscs i romans primitius. Un cert nombre d'indicis suggereixen que els etruscs van poder posseir una organització matrilineal. Aquesta influència es reflecteix en el llatí, si bé en època posterior els romans tenien una organització patrilineal en llatí existien paraules diferents per a oncle matern (avunculus) i oncle patern (patruus), així com per a tia paterna (amita) i tia materna (matertera). El fet que de la paraula per a oncle matern sigui un diminutiu d'avus 'avantpassat' suggereix que els romans primitius van poder haver tingut una organització matrilineal amb avunculocalitat.
- Els àsturs són un altre exemple adduït de societat amb organització matrilineal, donat l'esmentat per historiadors romans Plini el Vell i Estrabó. Segons ells, els àsturs practicaven el costum de la covada en la qual l'home fingia els dolors del part. La Casa Reial asturiana i la família reial del Regne de Lleó en l'Edat Mitjana semblen haver seguit una successió matrilineal segons els estudis de la professora de la Universitat de Lleó, Margarita Torres.

No obstant això, aquest període d'organització matrilineal detectat en algunes societats durant la protohistòria, sembla haver donat pas sense excepció a sistemes d'organització patrilineal, amb la consolidació de les estructures estatals estables de major complexitat, com les oposades a la fi de l'alta Edat Mitjana en tota l'Europa meridional i central.

## Genètica
En termes biològics, tots els descendents d'una dona, siguin homes o dones hereten d'ella les seves mitocondris. L'explicació es deu al fet que l'espermatozoide en fecundar a l'òvul es desprèn del seu flagel i amb això de tot el seu material cel·lular a excepció del nucli, el qual es fusiona amb el de l'òvul. És per això pel que en el zigot solament estan presents els mitocondris que li va conferir la seva mare. D'acord amb això, tots tenim els mitocondris de la nostra mare les quals li van ser heretades de la seva mare (nostra àvia), aquesta les va heretar de la seva progenitora i així prèviament. Això dona com a resultat que tots els éssers humans descendeix per línia materna d'una sola dona anomenada l'Eva mitocondrial.

## Termes jurídics
En diverses societats occidentals, es transmet únicament el cognom patern als fills. Exemple d'això són principalment les societats anglosaxones. En la major part del món de parla hispana, els nounats reben el cognom patern de tots dos pares, i al seu torn ells transmetran només el seu cognom patern als seus fills. En alguns casos, el fill d'una mare soltera rep el cognom de la mare i el nom del pare s'omet. No obstant això, en la societat occidental moderna l'adscripció a llinatges no és rellevant. En altres paraules, la nominació d'un nou fill no implica l'adscripció a la família d'un dels seus pares posat que els llaços de parentiu han perdut rellevància com a organitzadors de les relacions socials.
És també factible i legítim heretar els béns de les mares i ancestres femenins fins a la tercera i quarta generació, depenent de les lleis dels estats o països que corresponguin. En aquest cas es parla d'herències matrilineals. En aquest tipus d'organització familiar el pare és rebut com un visitant, i el paper patern ho exerceixen els germans de la mare.